# Морозов, Александр Александрович (футболист)
Алекса́ндр Алекса́ндрович Моро́зов (укр. Олександр Олександрович Морозов; род. 9 марта 1985, Симферополь) — украинский футболист, выступавший на позиции нападающего

## Биография
Воспитанник футбольной школы симферопольской «Таврии», где занимался с 7 лет. Первый тренер — Владимир Занин, позже тренировался под руководством Александра Белозёрского. В турнирах ДЮФЛ Украины за крымчан провёл 24 игры, забил 19 голов. После окончания школы поступил в университет, где играл за команду факультета физвоспитания. Во время одного из матчей на игрока обратил внимание Анатолий Заяев и позже предложил Морозову стать игроком «Таврии». Дебютировал в высшей лиге чемпионата Украины 25 октября 2003 года, выйдя в стартовом составе в домашнем матче против кировоградской «Звезды» (в перерыве был заменён Александром Гайдашем). Всего за симферопольскую команду провёл 7 игр в чемпионате и ещё 5 — в Кубке Украины. После назначения тренером Таврии Олега Федорчука, Морозов был отправлен в дублирующий состав, за который отыграл 12 матчей и забил 1 гол в новосозданном турнире дублёров, а по окончании сезона 2004/05 покинул команду, перейдя в другой симферопольский коллектив — «Динамо-ИгроСервис». В новом клубе провёл три года, появляясь на после в большинстве матчей. Покинул «ИгроСервис» в 2008 году
Летом 2008 года стал игроком клуба «Княжа», в котором провёл полгода. В зимнее межсезонье подписал контракт с киевской «Оболонью», где доиграл чемпионат, по итогам которого команда стала серебряным призёром первой лиги. Затем перешёл в кировоградскую «Звезду», в которой провёл сезон 2009/10. Летом 2010 года вернулся в Крым, став игроком клуба «Феникс-Ильичёвец», за который выступал до расформирования команды в ноябре того же года. В начале 2011 года перешёл в «Сумы», выступавшие во второй лиге. В 2012 году, в составе команды стал победителем своей группы второй лиги. В первом дивизионе провёл за сумчан ещё полгода, после чего перешёл в белоцерковский «Арсенал», в котором доиграл сезон. Летом 2013 года стал игроком армянского «Титана», в котором закончил выступления на профессиональном уровне, отыграв за команду до зимнего перерыва. После 2014 года играл в Крыму за местные команды.

## Достижения
- Серебряный призёр Первой лиги чемпионата Украины: 2008/09
- Победитель Второй лиги чемпионата Украины: 2011/12